# Piergiorgio Branzi
Piergiorgio Branzi (Signa, 6 settembre 1928 – Campagnano di Roma, 27 agosto 2022) è stato un giornalista e fotografo italiano.

## Biografia
Cresciuto a Firenze, cominciò a fotografare negli anni cinquanta. Formatosi nella tradizione figurativa toscana, si identificò nel “realismo-formalista”. Nel 1955 intraprese un lungo viaggio in motocicletta, attraverso l'Abruzzo e il Molise, la Puglia e la Lucania, la Calabria e Napoli, ma anche verso le zone depresse del Veneto. L'anno successivo attraversò la Spagna. Collaborò all'esperienza editoriale de Il Mondo di Mario Pannunzio, registrando con le sue immagini la nascita convulsa della società di massa, il formalismo nei comportamenti della nuova borghesia, il graduale processo di omologazione consumistica.
Verso la fine degli anni cinquanta, dopo aver abbandonato gli studi di giurisprudenza, rallentò l'attività fotografica cercando uno sbocco nel giornalismo scritto. All'inizio degli anni sessanta fu assunto dalla Rai. Nel 1962 il direttore del Telegiornale, Enzo Biagi, lo inviò a Mosca, quale corrispondente televisivo occidentale nella capitale sovietica. Nel 1966 Branzi lasciò Mosca per assumere l'incarico di corrispondente da Parigi. Dopo il maggio 1968, rientrò a Roma come conduttore e inviato speciale del Telegiornale. Realizzò inchieste e documentari in Europa, Asia, Africa.
Direttore della sede Rai di Firenze negli anni settanta e ottanta, dopo l'esperienza moscovita la fotografia sperimentando la pittura e l'incisione. Riprese a fotografare a metà degli anni novanta per una rivisitazione dei luoghi pasoliniani. Dal 2007 sperimenta le possibilità della tecnica digitale. Numerose mostre personali delle sue immagini sono state ospitate in gallerie private, musei, istituzioni pubbliche.

## Pubblicazioni

### Monografie
- Piergiorgio Branzi, Alinari/FIAF, Firenze 1997
- Piergiorgio Branzi, Diario moscovita, Pinna/ Volcic, Il Ramo d'Oro, Trieste, 2001
- Piergiogio Branzi, Boggiano/Castellini, Joyce & Co, 2006
- Piergiogio Branzi, Sandra S, Phillips/Paolo Morello, Istituto Superiore Storia della Fotografia, 2003